# Celtisaspis japonica
Celtisaspis japonica är en insektsart som först beskrevs av Miyatake 1968.  Celtisaspis japonica ingår i släktet Celtisaspis och familjen rundbladloppor. Inga underarter finns listade i Catalogue of Life.